# Грім Грімучий Великий
Грім Грімучий Великий — пізнє божество, яке свої якості перейняло від Перуна. Згідно з народними переказами, щовесни він сідає на своїх коней і в колісниці скаче небом. Він був гучноголосим і завжди сердитим. Грім Грімучий Великий списом простромлював хмари, поливав дощем Сиру-Землю Матір, шмагав її золотим батогом-блискавкою.
Вважалося, що цей бог своїми «громовими стрілами» вражає різну нечисту силу, яка в цей час, ховаючись і рятуючись, забирається у воду чи під дерево, під камінь, в тварин та ін. Через здатність нечисті ховатися в предмети, тварин і людей, вважалося що під час грози людям не можна ховатися під деревом чи у воді, не можна сидіти на межі чи перехресті і т. д. При цьому, в деяких місцях вірили, що блискавка («грім») ніколи не б'є в деякі дерева чи кущі (наприклад, в горіх), а також у кропиву, в хату, на якій є гніздо лелеки та ін. Дерево, розщеплене блискавкою, не можна було використовувати для будівництва чи на дрова, але інколи йому приписували цілющі якості (тріскою такого дерева лікували зубний біль).
З прийняттям християнства шанування Грому Грімучого Великого було перенесене на Іллю Громовика.